# 小行星25043
小行星25043（25043 Fangxing）是一颗绕太阳运转的小行星，为主小行星带小行星。该小行星于1998年8月发现。
該小行星以獲得2008年英特爾國際科技展覽會一等獎的方興命名。

## 轨道参数
小行星25043的轨道半长轴为401 072 499 km（2.6809659 UA），离心率为0.106。